# Mamikon Mnatsakanian
Mamikon Mnatsakanian é um físico e matemático armênio.
Ele recebeu seu Ph.D. em física em 1969 pela Universidade Estatal de Erevan, onde tornou-se professor de astrofísica.
Enquanto estudante de graduação especializou-se no desenvolvimento de métodos geométricos para resolver problemas de cálculo por uma abordagem visual que não faz uso de fórmulas, que mais tarde foi chamada de cálculo visual.
Em 1959 descobriu uma nova prova do teorema de Pitágoras.